# Língua pijin
A língua pijin, também conhecida como pidgin das ilhas salomão ou neo-salomônico, é a língua franca das Ilhas Salomão, falada em todo arquipélago. Cerca de 101,5 mil de seus falantes a falam como 1ª língua, no total são mais de 494 mil pessoas que falam pijin como língua materna ou secundária, sendo a mais falada entre a população da província de Honiara, falada por 81% (105,1 mil) de sua população. Entretanto, o número de pessoas que falam pijin como primeira língua vem crescendo cada vez mais, com um aumento de 407% no número de falantes nativos, de 1999 a 2019.
Por mais que a língua pijin não seja oficialmente ensinada nas escolas das Ilhas Salomão, ela é a mais utilizada no ambiente escolar, normalmente junto ao inglês. Desde 1978, instituições foram criadas a favor da alfabetização, e/ou sustentamento da língua, no entanto, parte delas não se prosperaram. Atualmente o pijin é sustentado pela comunidade que o fala e outras instituições.

## Etimologia
Pijin é um empréstimo da palavra inglesa, pidgin (que é como se denomina as línguas de contato), um sistema comunicativo criado pela necessidade de contato entre grupos que falam línguas diferentes.
A palavra pidgin antigamente apelidava uma forma reduzida do inglês, utilizada como meio de comunicação entre chineses e europeus. A razão do nome é que a palavra business (negócios, em inglês) era frequentemente escrita como pigeon (pombo, em inglês), refletindo a pronúncia local. Embora o termo business seja aceito como étimo, a palavra pode ter sido oriunda do cantonês, bei chin (畀錢, na escrita cantonesa), que significa "dar dinheiro", ou de uma fusão entre ambos os termos.

## História
O pijin foi pouco documentado durante sua evolução, se sabe apenas o básico sobre sua história. Durante a ascensão do pijin como uma língua no pacífico, o que se consta sobre são apenas relatos, e menções a respeito em outros estudos linguísticos, estudos do Tok Pisin, ou em estudos gerais sobre línguas crioulas/pidgins.
Muitos dos estudos e teses significativas sobre o pijin começaram a surgir por volta da segunda metade do século XX.

### Século XIX
Durante o século XIX, um jargão inglês ou beach-la-mar, ancestral da língua bislamá, se desenvolveu e se dispersou entre as ilhas do Pacífico como uma língua de negócios ao fim do século XIX.

#### 1860-1900
Entre 1863 e 1906, a prática do blackbirding [en] (recrutamento enganoso e forçado de trabalhadores) foi usado em plantações de cana-de-açúcar em Queensland, Samoa, Fiji e Nova Caledônia. No início desse período, os plantadores australianos começaram esse recrutamento nas Ilhas Lealdade, no meio dessa década nas Ilhas Gilbert e Ilhas Banks, no início da década de 1870 nas Ilhas Santa Cruz e a partir de 1879, quando esse recrutamento se tornou difícil, na província de Nova Irlanda e na ilha de Nova Bretanha, ambas na Papua-Nova Guiné. Cerca de 13 mil ilhéus das Ilhas Salomão foram levados para Queensland nesse período.

A língua pidgin kanaka era usada nas plantações e se tornou a língua franca falada entre trabalhadores da Melanésia e supervisores europeus. Quando trabalhadores oriundos das Ilhas Salomão retornaram às suas origens ao fim dos contratos ou quando foram repatriados à força com o fim desse período de blackbirding em 1904, eles levaram esse pidgin para as Ilhas Salomão. Histórias contadas por antigos trabalhadores de Queensland são lembradas até hoje pelos mais velhos.

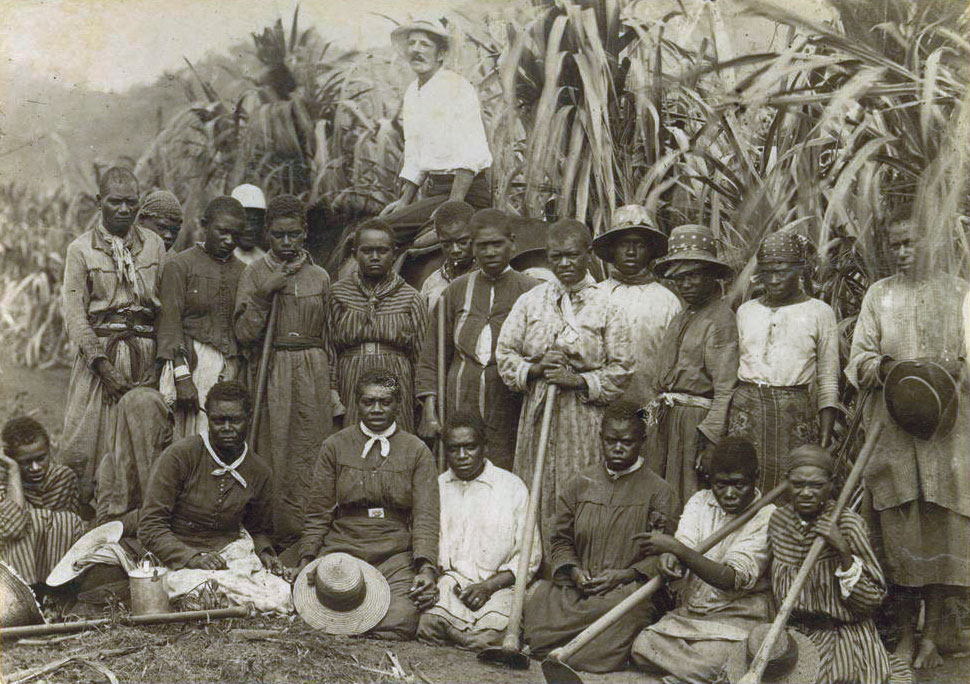
Grupo de Kanakas em uma fazenda de cana-de-açúcar em Queensland, 1890.

### Século XX
Em 1901, havia cerca de 10 mil ilhéus do Pacífico trabalhando na Austrália, principalmente na indústria de cana-de-açúcar em Queensland e no norte de Nova Gales do Sul, muitos deles trabalhando como trabalhadores não pagos (mas sustentados). Pelo “Pacific Island Labourers Act” de 1901, o Parlamento da Austrália foi o instrumento usado para deportar cerca de 7,5 mil desses trabalhadores.
Até 1911, cerca de 30 mil ilhéus das Ilhas Salomão assim trabalharam em Queensland, Fiji, Samoa e Nova Caledônia. O uso do pijin nas igrejas e por seus missionários ajudou no processo de propagação da língua.

### Século XXI
Apesar de ser a língua franca das Ilhas Salomão, o pijin permanece sendo uma das principais línguas faladas, com quase nenhum esforço do governo em padronizar sua gramática ou ortografia. Assim, o pijin continua sendo uma língua muito flexível, cujo principal objetivo é transmitir uma ideia, sem preocupações com qualidades na construção de frases.

## Fonologia

### Vogais
No pijin encontramos as seguintes vogais:
|             | Anterior | Anterior | Central | Posterior | Posterior |
| ----------- | -------- | -------- | ------- | --------- | --------- |
| Fechada     | i        | i        |         | u         | u         |
| Semifechada | e        | ɪ        |         | ʊ         | o         |
| Semiaberta  | ɛ        | ɛ        |         | ɔ         | ɔ         |
| Aberta      |          |          | a       |           |           |

Não parece haver variação significativa na realização fonética das vogais. É observado que muitos falantes conseguem diferenciar entre vogais curtas, como [a] em puskat 'gato', e vogais longas, como [aː] em baː 'bar'.

### Consoantes
Basicamente, o pijin tem o seguinte sistema de fonemas consonantais:
|                     | Bilabial | Labiodental | Alveolar | Pós-alveolar | Palatal | Velar | Labiovelar | Palato-alveolar [en] |
| ------------------- | -------- | ----------- | -------- | ------------ | ------- | ----- | ---------- | -------------------- |
| Plosiva             | p, b     |             | t, d     |              |         | k, g  |            |                      |
| Nasal               | m        |             | n        |              |         |       |            |                      |
| Vibrante            |          |             | r        |              |         |       |            |                      |
| Fricativa           |          | f, v        | s        |              |         |       | w          |                      |
| Africada            |          |             |          | ʤ            |         |       |            | ʧ                    |
| Aproximante         |          |             |          |              | j       |       |            |                      |
| Aproximante lateral |          |             | l        |              |         |       |            |                      |

O pijin é influenciado de maneira significativa pela variedade linguística das Ilhas Salomão. Isso se reflete na pronúncia de alguns fonemas consonantais, os quais variam consideravelmente conforme o sistema fonológico das diferentes línguas maternas dos falantes de pijin. Considerando que mais de 60 línguas são faladas nas Ilhas Salomão, isso resulta em uma diversidade considerável na padronização da fala entre os falantes locais.
Por exemplo, a oclusiva oral surda /p/ pode ser realizada como [b] ou [ᵐb]; as oclusivas orais sonoras /b/, /d/ e /g/ também são realizadas como as oclusivas pré-nasalizadas [en] [ᵐb], [ⁿd] e [ᵑɡ] respectivamente; a fricativa surda /f/ pode ser realizada como [p]; o africado surdo /ʧ/ também é realizado como [s] ou [ʃ]; o africado sonoro /ʤ/ também é realizado como [s] ou [dj].

### Variação fonológica
A fonologia da língua pijin é altamente variável, com variações de região para região. Três fatores predominantes determinam essa variabilidade: a presença de vernáculos, a presença do inglês e a urbanização.
Os residentes das Ilhas Salomão são normalmente multilíngues, consequência da alta gama de vernáculos faladas no arquipélago. A presença desses vernáculos fazem com que seja tendente a aplicação de regras fonológicas distintas ao pijin, sendo frequente a: 
- Substituição fonológica

ex. jamp → samp, diamp (pular, em pijin)
- Adição de vogais epentéticas

ex. skul → sukul (escola, em pijin)
- Adição de vogais finais (paragoge)

ex. talem → talemu (dizer, em pijin)

## Ortografia
A língua pijin utiliza o alfabeto latino, representando seus fonemas das seguintes formas:
|            | Grafia | Fonema | Fonema | Pronúncia                         |
| ---------- | ------ | ------ | ------ | --------------------------------- |
| Consoantes | ⟨b⟩    | /b/    | /b/    | babo                              |
| Consoantes | ⟨d⟩    | /d/    | /d/    | dado                              |
| Consoantes | ⟨f⟩    | /f/    | /f/    | fato                              |
| Consoantes | ⟨g⟩    | /ɡ/    | /ɡ/    | gato                              |
| Consoantes | ⟨h⟩    | /h/    | /h/    | hat em inglês                     |
| Consoantes | ⟨j⟩    | /ʤ/    | /ʤ/    | adjetivo                          |
| Consoantes | ⟨k⟩    | /k/    | /k/    | casa                              |
| Consoantes | ⟨l⟩    | /l/    | /l/    | letra                             |
| Consoantes | ⟨m⟩    | /m/    | /m/    | mato                              |
| Consoantes | ⟨n⟩    | /n/    | /n/    | nato                              |
| Consoantes | ⟨p⟩    | /p/    | /p/    | pato                              |
| Consoantes | ⟨r⟩    | /r/    | /r/    | perro em espanhol                 |
| Consoantes | ⟨s⟩    | /s/    | /s/    | sabão                             |
| Consoantes | ⟨t⟩    | /t/    | /t/    | tato                              |
| Consoantes | ⟨v⟩    | /v/    | /v/    | voto                              |
| Consoantes | ⟨w⟩    | /w/    | /w/    | aula                              |
| Vogais     | ⟨a⟩    | /a/    | /a/    | casa                              |
| Vogais     | ⟨e⟩    | /e/    | /ɛ/    | mesa (/e/), métrica (/ɛ/)         |
| Vogais     | ⟨i⟩    | /ɪ/    | /i/    | fish em inglês (/ɪ/), amigo (/i/) |
| Vogais     | ⟨o⟩    | /ɔ/    | /o/    | avó (/ɔ/), avô (/o/)              |
| Vogais     | ⟨u⟩    | /ʊ/    | /u/    | repolho (/ʊ/), mula (/u/)         |

## Gramática

### Pronomes

#### Pronomes Pessoais
Os pronomes pessoais em pijin são marcados para número (ou seja, os pronomes possuem uma forma singular, plural e dual), mas não para gênero (não mudam de forma em relação ao genêro do sujeito), por exemplo, hem é equivalente (ao mesmo tempo) aos pronomes ele e ela no português. Além dos pronomes de primeira, segunda e terceira pessoa, o pijin apresenta pronomes inclusivos, quais se referem ao falante e ao ouvinte, também, em certos casos, podendo incluir outros indivíduos (como no pronome plural, yumi). Em algumas áreas das Ilhas Salomão, é feita uma distinção entre singular, dual e plural, em vez de apenas singular e plural.
| Pronome | Dual       | Plural | Pessoa | Tradução                                                     |
| ------- | ---------- | ------ | ------ | ------------------------------------------------------------ |
| mi      | mitufala   | mifala | 1ª     | eu (sing.) / nós dois (du.) / nós (pl.)                      |
| -       | yumitufala | yumi   | inc.   | eu, incluindo você (du.) / eu, incluindo você e outros (pl.) |
| yu      | yutufala   | yufala | 2ª     | você (sing.) / vocês dois (du.) / vocês (pl.)                |
| hem     | tufala     | olketa | 3ª     | ele/ela (pl.) / eles dois/elas duas (pl.) / eles/elas (pl.)  |

#### Pronomes Reflexivos
Quando um sintagma nominal tem o mesmo referente que o sintagma verbal na mesma sentença, a forma reflexiva seleva é usada:
1. Jon i hitim mi - 'John me bateu'
2. Mi hitim hem - 'Eu bati nele'

1. Jon i hitim (hem) seleva - 'John bateu nele mesmo'
2. Mi hitim (mi) seleva - 'Eu bati em mim mesmo'

A repetição da forma do pronome (mi, hem, etc) é opcional.

##### Pronomes Enfáticos
A forma reflexiva seleva é também usada para dar ênfase, como nas seguintes sentenças:
1. Mi seleva mi wakem haos - 'Eu eu mesmo construí a casa'
2. Jon seleva hem i go long Nendo - 'John ele mesmo foi para Nendo'

#### Pronomes Interrogativos
Os pronomes interrogativos no pijin são:
| Pronome                               | Tradução    | Inglês            |
| ------------------------------------- | ----------- | ----------------- |
| hu                                    | quem/cujo   | who/whose         |
| wanem                                 | que         | what              |
| wea                                   | onde        | where             |
| wataem                                | quando      | when              |
| watkaen                               | que tipo de | what kind of      |
| hao                                   | como        | how               |
| waswe                                 | por que     | why               |
| haomas (haomeni para alguns falantes) | quanto      | how much/how many |

### Quantificadores
No pijin, existem diferentes maneiras de quantificar um substantivo em uma sentença:
1. Mi lukim wanfala pigpig - 'Eu vi um porco'
2. Mi lukim tufala pigpig - 'Eu vi dois porcos'
3. Mi lukim samfala pigpig - 'Eu vi alguns porcos'
4. Mi lukim olketa pigpig - 'Eu vi os/alguns porcos'
5. Mi lukim evri pigpig - 'Eu vi todos/cada um dos porcos'

Note que, o substantivo pigpig não assume uma forma diferente no plural/dual. Isso acontece porque em pijin, quando fica claro o número (singular, dual ou plural) em uma sentença, ele não é marcado no substantivo.

### Tempo Verbal

#### Futuro
|           | Frase em pijin      | Tradução                                                             | Tradução                                                       |
| Português | Frase em pijin      | Inglês                                                               |                                                                |
| --------- | ------------------- | -------------------------------------------------------------------- | -------------------------------------------------------------- |
| 1.        | Mi go long taon     | Eu estou indo para a cidade Eu fui para a cidade Eu irei para cidade | I'm going (right now) to town I went to town I will go to town |
| 2.        | Bae mi go long taon | Eu irei para cidade                                                  | I will go to town                                              |

A primeira frase não especifica o tempo verbal. O ouvinte sabe o tempo do verbo a partir do contexto. Na segunda frase, no entanto, o uso de bae (ou baebae) antes do sujeito indica que esta frase é no futuro. Bae (ou baebae) pode ocorrer em qualquer lugar da frase antes do marcador do predicado, desde que não interrompa as frases. Ou seja, além de sua posição no início da frase, ilustrada na frase 2 acima, bae (baebae) pode ocorrer após quaisquer advérbios de tempo que possam iniciar a frase, após o tópico, ou entre o sujeito e o marcador do predicado.

#### Passado
|           | Frase em pijin                     | Tradução                                                                                 | Tradução                                                                                              |
| Português | Frase em pijin                     | Inglês                                                                                   | |
| --------- | ---------------------------------- | ---------------------------------------------------------------------------------------- | --- |
| 1.        | Alfred hem i wokabaot long bus     | Alfred está andando no mato Alfred andou/esteve andando no mato Alfred irá andar no mato | Alfred is walking in the bush Alfred walked/has been walking in the bush Alfred will walk in the bush |
| 2.        | Alfred hem i bin wokabaot long bus | Alfred andou/esteve andando no mato                                                      | Alfred walked/has been walking in the bush                                                            |

A primeira frase pode se referir ao passado, ao presente ou ao futuro, dependendo do contexto. Quando bin é adicionado imediatamente após o marcador do predicado ou antes do verbo, a frase se refere ao tempo passado. Ao contrário de baebae, bin deve ocorrer entre o marcador do predicado e o verbo.

### Sintaxe
O pijin usa o estruturamento frasal sujeito-verbo-objeto (SVO). Em sentenças em segunda/terceira pessoa, ou em primeira pessoa no plural, pode ocorrer de opcionalmente ter um marcador de predicado i, que conecta o sujeito/substantivo ao predicado da sentença.

#### Marcador de predicado
|         | Frase em pijin | Frase em pijin | Frase em pijin | Tradução     | Tradução              |
| Sujeito | M. P           | Verbo          | Português      | Inglês       |                       |
| ------- | -------------- | -------------- | -------------- | ------------ | --------------------- |
| a.      | rem            | i              | ranawe         | Ele(a) fugiu | They (sing.) ran away |
| b.      | susana         | i              | save           | Susana sabe  | Susana knows          |

O marcador de predicado (M. P) entre o sujeito e o verbo nas frases acima é marca o início do sintagma verbal. Ele ocorre opcionalmente quando o sujeito está em segunda ou terceira pessoa (ou seja, yu, hem, olketa, etc...) ou primeira pessoa do plural (mifala, etc...).
Aparentemente, não há diferença de significado entre as variedades (a) e (b) das seguintes frases:
|           |        | Frase em pijin    | Tradução          | Tradução              |
| Português | Inglês | Frase em pijin    |                   |                       |
| --------- | ------ | ----------------- | ----------------- | --------------------- |
| 1.        | a.     | Hem i ranawe      | Ele(a) fugiu      | They (sing.) ran away |
| 1.        | b.     | Hem ranawe        | Ele(a) fugiu      | They (sing.) ran away |
| 2.        | a.     | Jon an Rut i save | John e Ruth sabem | John and Ruth know    |
| 2.        | b.     | Jon an Rut save   | John e Ruth sabem | John and Ruth know    |
| 3.        | a.     | Yufala i wokabaot | Vocês andaram     | You (pl.) walked      |
| 3.        | b.     | Yufala wokabaot   | Vocês andaram     | You (pl.) walked      |
| 4.        | a.     | Mifala i kam      | Nós viemos        | We came               |
| 4.        | b.     | Mifala kam        | Nós viemos        | We came               |

O marcador de predicado i nunca é usado com a primeira pessoa do singular.
|                   | Frase em pijin | Tradução | Tradução |
| Português         | Frase em pijin | Inglês   |          |
| ----------------- | -------------- | -------- | -------- |
| Frase gramatical  | Mi go          | Eu fui   | I went   |
| Frase agramatical | Mi i go        | Eu fui   | I went   |

## Vocabulário

### Numerais
Confira na tabela abaixo diferentes números em pijin:
| Nº | Cardinal     | Ordinal                           | Nº      | Cardinal            | Ordinal                |
| -- | ------------ | --------------------------------- | ------- | ------------------- | ---------------------- |
| 0  | siro         | -                                 | 22      | tuenti tu           | mek tuenti tu          |
| 1  | wan          | mek wan, fas, fest wan, namba wan | 23      | tuenti tri          | mek tuenti tri         |
| 2  | tu           | mek tu, sekon, namba tu           | 24      | tuenti foa          | mek tuenti foa         |
| 3  | tri          | mek tri, namba tri                | 25      | tuenti faev         | mek tuenti faev        |
| 4  | foa/fo       | mek foa, namba foa                | 26      | tuenti siks         | mek tuenti siks        |
| 5  | faev         | mek faev, namba faev              | 27      | tuenti seven        | mek tuenti seven       |
| 6  | siks/sikis   | mek siks, namba siks              | 28      | tuenti eit          | mek tuenti eit         |
| 7  | seven        | mek seven, namba seven            | 29      | tuenti naen         | mek tuenti naen        |
| 8  | eit          | mek eit, namba eit                | 30      | teti                | mek teti               |
| 9  | naen         | mek naen, namba naen              | 40      | foti                | mek foti               |
| 10 | ten          | mek ten, namba ten                | 50      | fifti               | mek fifti              |
| 11 | leven/ileven | mek leven                         | 60      | siksti              | mek siksti             |
| 12 | tuel/tuelv   | mek tuel                          | 70      | seventi             | mek seventi            |
| 13 | tetin        | mek tetin                         | 80      | eiti                | mek eiti               |
| 14 | fotin        | mek fotin                         | 90      | naenti              | mek naenti             |
| 15 | flftin       | mek fiftin                        | 100     | handred/wan handret | mek handred            |
| 16 | sikistin     | mek sikstin                       | 200     | tu handred          | mek tu handred         |
| 17 | seventin     | mek seventin                      | 1000    | taosen              | mek taosen             |
| 18 | eitin        | mek eitin                         | 2000    | tu taosen           | mek tu taosen          |
| 19 | naenteen     | mek naentin                       | 10000   | ten taosen          | mek ten taosen         |
| 20 | tuenti       | mek tuenti                        | 100000  | wan handret taosen  | mek wan handret taosen |
| 21 | tuenti wan   | mek tuenti wan                    | 1000000 | milion              | mek milion             |

Os numerais cardinais de wan (um) a tuenti (vinte) e outros numerais não compostos geralmente são expressos por formas de "fala" quando usados em um sintagma nominal para indicar quantos há do substantivo principal. Como regra geral, numerais não complexos têm formas de "fala", enquanto numerais compostos não têm.

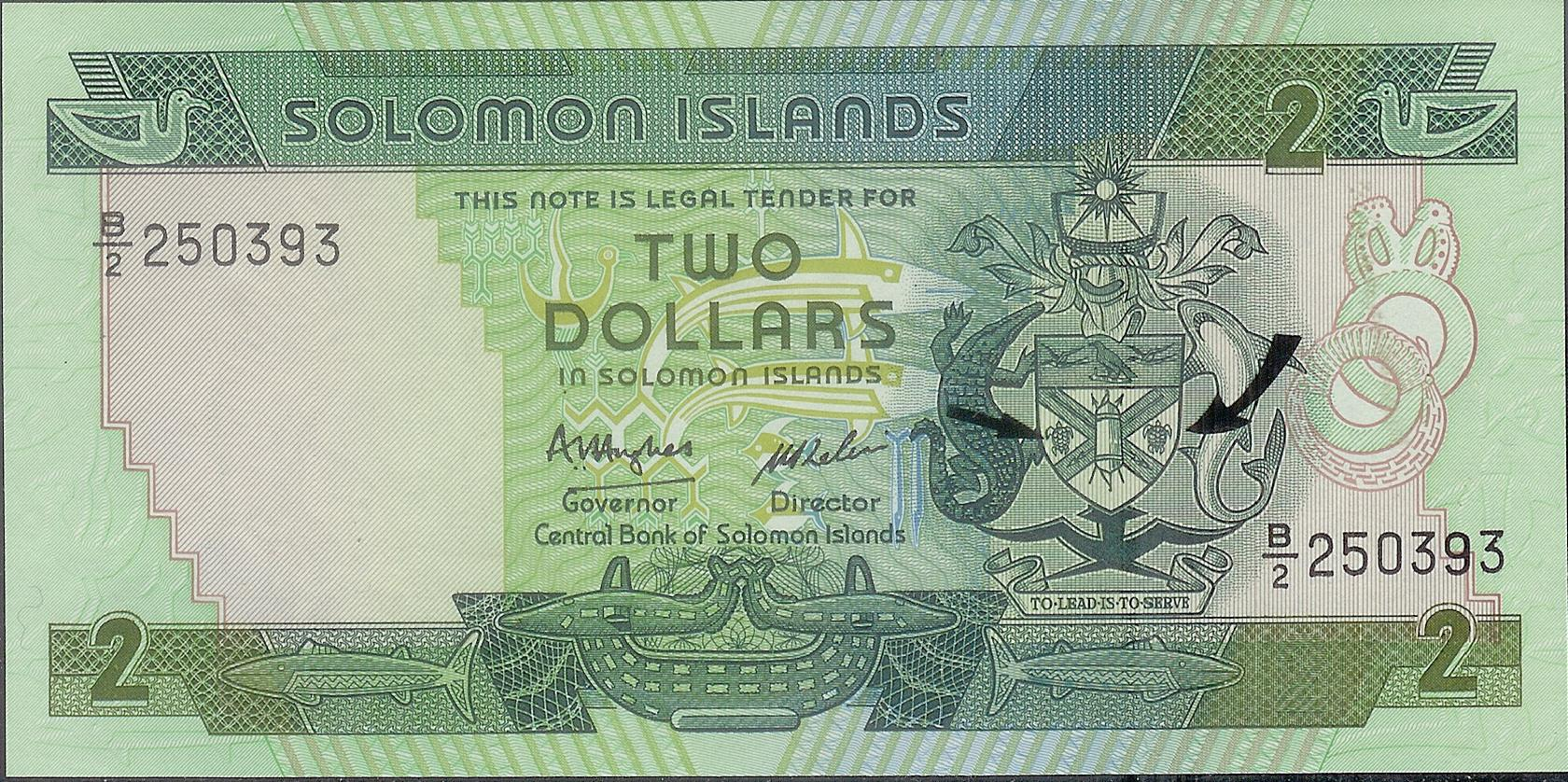
Nota de 2 dólares das Ilhas Salomão, 1986.

Números ordinais também podem ser derivados pela composição da palavra namba (número, em português) com um numeral. No Pijin, esse método parece ser usado apenas em números até dez.

### Amostra de texto

#### Declaração Universal dos Direitos Humanos
Veja abaixo o primeiro artigo da Declaração Universal dos Direitos Humanos em pijin, inglês e português, respectivamente:
Pijin
Evri man en mere olketa born frii en ikwol lo digniti en raits blo olketa. Olketa evriwan olketa garem maeni fo tingting en olketa sapos fo treatim isada wittim spirit blo bradahood.
Inglês
All human beings are born free and equal in dignity and rights. They are endowed with reason and conscience and should act towards one another in a spirit of brotherhood.
Português
Todos os seres humanos nascem livres e iguais em dignidade e direitos. São dotados de razão e consciência e devem agir em relação uns aos outros com espírito de fraternidade.